# 憎悪
憎悪（ぞうお、英: hatred あるいは hate）や憎しみ（にくしみ）は同義語であり、憎悪は「ひどくにくむこと」で憎しみは「憎く思う気持ち」と辞書には書いてあるが、（「憎しみ」を「憎く思う気持ち」と書くだけでは、そもそも「憎い」ということはどういうことか全く説明されておらず辞書的定義としてもかなり不十分なので十分に定義するために補足すると）、「憎い」とは、（「誰か」や「何か」を）「いやな相手（いやな存在）として、何か悪いことがあればよいと思うほどに嫌っている」や「気に入らない」ということである。
日本語の場合、大和言葉の「にくしみ」や「憎しみ」に比べて、漢字表現の「憎悪」のほうが、同じ憎しみでもより程度が激しいものを指す傾向が（やや）ある、といった程度のことである。ただし、学術分野の文章などでは、学術的慣習として、ひらがなの大和言葉を避けて漢字表現のほうを選んで使うこと（「くるま」はくだけた日常語として扱い「自動車」をそれに対応する学術的表現として扱うように、「にくしみ」を日常語として扱い「憎悪」はそれに対応する学術的表現として使う、というやり方）も行われているので、いつもその程度（感情の強さ）によって使い分けられているわけでもない。この記事も、見出し語を選択する際には百科事典的に（つまりやや学術的に）、大和言葉的な「憎しみ」という表現を避けて「憎悪」を選択している。だがどちらも同じ感情を指しており、（使い分ける場合でも、せいぜい「程度」の差でしかなく）この記事でまとめて解説する。

## 概説
「憎しみ」や「憎悪」、というのは（広辞苑などの定義文からも判るように）、結局（「誰か」や「何か」を）ひどく嫌う、ということであり、（当人の感覚としては、誰かや何かに対して）「××は、ひどく嫌いだ」と感じている心の状態（感情）のことである。
結局、根底には、「好き / 嫌い」という感情（学術的にはしばしば漢字表現を選択し「好 / 悪」（こう / お）の感情、と表現する）がある。根底にあるのは「好き / 嫌い」の感情である。
では、どのような場合に、人は 誰か（や何か）を憎むか、激しく嫌いだ、と感じるか、というと、それは人それぞれ（各人各様）であり、感じる人の感性や度量によっても異なるし、また状況次第でもある。
基本的には、「好き」と感じている対象に危害が加えられた、と感じると憎しみ（憎悪）を感じる人は多い。
例えば、ある人（Aさん）がペットを飼っていて、そのペットのことをとても好きだ、大好きだ、と思っている場合に、誰かがそのペットに危害を加えたりすると、Aさんは、そのペットに危害を加えた人に憎しみ（憎悪）を感じることは多い。
たとえば、自分の娘を強く愛している父親の場合は、娘に危害を加える人のことはひどく憎む、強い憎悪を感じる、ということは多い。
たとえば「わたし（自分）のことが大好き」という人（自己愛が激しい人）の場合は、「わたし」「自分」と当人が感じているもの（自己の身体だけでなく、しばしば「自己像」と呼ばれる観念的なもの）を損なうようなことをする人のことを憎む。
たとえば白人で、たとえば「自分は白人で、（子供のころに（白人社会で）読んだ童話やおとぎ話のように）白人は皆、いつでも、他の人種を圧倒するほどに優れていて強いんだ。自分はそうなんだ。」と信じ込んでいて、その自己イメージが大好きな人は、「白人が必ずしも優れているとは限らない。しばしば劣っていることがある。」ということを様々な例を引き合いに出して指摘する人や、（面とむかって言語的にそう指摘されなくても）他の人種の人で実際に優秀で各分野で成功している人を見たりするだけでも（つまり「有色人種」で成功している人を見るだけでも、その人が面と向かって何も言っていなくても）、まるで自分が子供のころから心に抱いている自己イメージを破壊されているように感じて、強く憎む。たとえば「自分は○○民族だ。○○民族だけは、いつでも、何の分野でも、優れているんだ。自分はそうなんだ」と信じこんでいる人は、他民族で優秀な人々を見ると、強く憎む。
心理学での研究によって、人間というのは幼児段階ではほとんどの人は、基本的には「わたし（自分）が（大）好き」と（しばしば言語も用いず、非言語的な、根底的な感情として）感じている、ということが理解されている。幼児段階ではそれが一般的で、それで良いのだが、大人になるにしたがって人は成長し、自分に対してもアンビバレントな態度がとれるようになることが一般的である。つまり、自分に対する感情も多様化し、しだいに変化するので、人が自分に対して何かをした時の感情も変化する。
（それができないまま年齢的にだけ「大人」になってしまった人が、つまり大人になっても「わたし（だけ）が好き」「わたし（だけ）がかわいい」という感情ばかりに駆り立てられて過ごしている人が、社会で様々な問題を引き起こす傾向がある。）
例えば、人によっては子供の時には、親や教師などから自分の不十分な点を指摘されたりすると、指摘した人を「大嫌い！」と感じて、憎む人はいる。だが、その同じ人が、大人になり、大人扱いされるようになり、大抵のことで「大人だから本人の責任だ」と見なされ、周囲のほとんどの人が親切に先まわりして自分の不十分な点を指摘してくれなくなり、取り返しのつかない大失敗をするまで放置される、ということを何度か経験したりすると、今度は誰かから自分の不十分な点を指摘されても、「厳しいけれど、注意してくれる人がいるだけでもありがたい」とか「客観的に見れば、自分にも到らない点は多々ある。今回は、あの人がこれを指摘してたおかげでこれにも気付くことができた。私の至らないところは素直に改善しよう。」などと感じるようになる人もいる、といった具合で、同じ人が同じことをされても、年月とともに受け取り方が変化しすることはあり、「憎悪」を感じていた人が、逆に ある種の「感謝」すら感じるようになる場合もある。
なお、幼児的な自己愛の段階を卒業して、全ての人々への愛（人類愛、友愛、兄弟愛）を自分の心の中心に据えて生きゆく道を選ぶ人も多いが、たとえば「人々が相互の人権を心から大切にして、誰もが互いを尊重している状態、そういう社会」が好き、と感じている人は、（たまたま自分個人がどう扱われたか、ということではなくて）誰に対してであれ人権を侵害する行為を行う人のことを憎むことは多い。
憎悪（憎しみ）によって引き起こされる感情や行動
人によっては、憎む相手を「（この世から）消し去ってやりたい」とか「殺したい」とまで感じる場合がある。大抵の人は、そういう感情を感じても、「それを実行することは犯罪だ」と理性を働かせて踏みとどまる。「私がどんなにAを憎く感じているとしても、だからといってAを殺して良いということにはならない。何か他の解決策があるはずだ、それを考えよう。」と、理性を働かせる。例えば、短期的解決策としては、レストランに出かけて美味しいものを食べて自分をなぐさめたり、あるいはたとえばボクシングジムに出かけてサンドバッグを「憎い人」に見立てつつパンチして気分をスッキリさせて済ませたりし（これを心理学用語で言うと「代償行動」と言う）、たとえば長期的解決策としては、職場の上司や同僚が憎くてしかたないのであれば、人事部に相談して、その憎い人の顔を毎日見なくて済むように部署移動（配置転換）の希望を出したり、それも叶わないようなら転職先を探して見つける、などということは世の中で広く行われている。こうしてほとんどの人は理性が勝ったり、うまく別の解決策を見つけたりするので、この世は殺人事件だらけにならずに済んでいるのだが、まれに理性よりも感情が勝りすぎている人や、何らかの事情で他の解決策が無い人（あるいは、（本当は他の解決策があるのにもかかわらず）他の解決策に気付く知恵が無く、他の解決策は無い、と感じてしまった人）などがいて、感情に駆られるままに殺人を実行してしまい、事件となり、報道されたり、逮捕されて裁判にかけられたりする人が出てくる。
自分が属する民族や人種が好き、ということばかり感じている人は、他の民族や人種を憎みがちで、民族差別や人種差別につながりがちである。民族主義者や人種差別主義者は、感情に駆られていて、自分を理性的に客観視することができない人が多いので、ささいなことをきっかけにして暴力事件を起こしがちである。しかも、民族主義は相対的でしかなく（Aという民族から見ればBは「他民族」で憎悪の対象で、Bという民族から見ればAこそが「他民族」で憎悪の対象で）際限が無く、泥沼の、醜い殺し合いの状況を招きがちである。
一方、「好き」という感情や愛情の中でも（幼児的な自己愛ではなく）、全ての人々に対する愛情、人類愛（友愛）を心の中心に据えたうえで、人々を苦しめる者を憎み、人々を苦しめる者を排除するために具体的な行動を起こすことは、良い結果を生むこともある。たとえば、18世紀のフランスでは、王族が国民を食い物にして国民を苦しめていたが、それに対して憎しみを抱いたフランス国民は立ち上がり、フランス革命を起こし王族を排除し、人権宣言（「人間と市民の権利の宣言」）が採択され、「自由、平等、友愛」を理念にかかげ、共和制の国を構築することに成功した。このおかげで、ヨーロッパの他の国々でも人権が尊重されるようになっていった。たとえば、アメリカ合衆国憲法があるのも、もとをたどれば、フランス国民が、抑圧的で搾取的な王族に対して憎しみを抱いて立ち上がって、それを打ち倒して、全ての人々の人権を尊重する、という理念をかかげて政府を樹立し、世界にその理念を広げてくれたおかげである。
大航海時代以降、世界各地で先進国による植民地支配が行われたが、全ての人々の人権を尊重すべきなのだ、という理念が理解されるようになり共感する人々が殖えると、「植民地」や「奴隷制度」という、人権を侵害するやり方に憎しみを抱く人々が、（白人の国々の中の、一般市民の中からも）出てくるようになり、長い闘いの結果、植民地は少しずつ減り、奴隷制度も廃止されてきた。
なおイギリス、フランスなどは、地中海世界を支配してきたオスマン帝国に対して計略を用い、サイクス・ピコ協定を締結し、帝国をバラバラに解体したのだが、イスラーム教徒の側は、ムハンマドがクルアーンに書いたように、イスラームの理念によって統一されている世界こそが望ましい世界と感じているので、イギリスやフランスに対して激しい憎悪を感じている。その結果、イギリスやフランスなどイスラーム世界に危害を加えたもの、加えるもの、に対して、イスラーム教徒たちは国境を越えて広く力をあわせて、闘い（ゲリラ的武力闘争、イギリスやフランスの人々からは彼ら側の論理で「テロリズム」と呼ぶもの）をしかけることが行われている。これなどはイスラームの理念とキリスト教の理念のせめぎあいによってのみ憎悪が生まれているのではなく、イギリスやフランスが選んでしまった汚い手段、策略（陰謀）や、「約束破り」が強い憎悪を生んでしまっている。トーマス・エドワード・ロレンスが（イギリスの国家側の都合に振り回されて、結果として）アラブ人たちをひどく騙してしまった結果になったことや、イギリスやフランスがサイクス・ピコ協定を結んでアラブ人たちを騙していたことなどを知らないと、どうして今日でも、イスラーム教徒たちがイギリスやフランスに激しい憎悪を抱いているのか、理解しそこなうわけで、それ（「何を憎んでいるか」）を知らないとただ「憎んでいる人」という表層的な理解のしかたになってしまう。

### 関連表現
- 愛憎（あいぞう）。「愛することと、憎むこと[5]」である。愛と憎しみを一対、ワンセットにした表現。人は、子供のころは、ある対象に対して愛ばかりを感じたり、反対に憎しみばかりを感じるが（心理学用語で言う「スプリッティング」な状態）、大人になると成長してアンビバレントになり、同じ対象Aに対して、愛情を感じつつも、同時に憎しみを感じる、という状態にもなる。こういう状態を日本語では昔から、「愛憎相半ばする」（あいぞう あいなかば する）と言う。大人の男女の恋愛では、相手を深く愛すれば愛するほど、相手のちょっとした言葉や態度が自分の心のやわらかいところ、一番痛いと感じるところにグサリと刺さるように感じられて、（愛しているはずなのに）同時に強い憎しみも感じるものである。恋人同士だけでなく、結婚した男女（夫婦）でも、「愛憎相半ばする」状態の人々は多い。夫婦は一般に、愛し合っているのか？、憎みあっているのか？、と言うと、大抵の夫婦は、「愛し合いつつ、憎みあっている」わけであり、別の言い方をすると「愛しているからこそ、憎んでいる」。
- 「嫌悪(けんお)」とは、「憎み嫌うこと[6]」である。「憎しみ」や「憎悪」とほぼ同義語であるが、やや程度が軽いものを指すことが多い。「厭悪(えんお)」とも。
- 「毛嫌い」は、「（鳥獣が相手の毛なみによって　好き/嫌い　することから）何という理由もなく、ただ嫌うこと[7]」である。